# 피터 서트클리프
피터 윌리엄 서트클리프(Peter William Sutcliffe, 1946년 6월 2일 ~ 2020년 11월 13일)은 영국의 연쇄 살인범으로, 1975년 7월부터 5년간에 걸쳐 13명을 살해하였다. 매춘부 연속 살해 사건의 범인으로 유명한 잭 더 리퍼에 빗대어 요크셔 리퍼(The Yorkshire Ripper)라고 부르기도 한다.
말년의 서트클리프는 당뇨와 심장 질환을 가지고 있었다. 2020년 10월 프랭클랜드 교도소에서 심장 치료를 받기 위해 노스더럼 대학병원으로 이송됐다가 다시 교도소로 돌아간 뒤, 코로나19에 감염되어 다시 입원하였으나, 치료를 거부하다가 사망하였다.